# Жан де Бомон
Жан де Бомон (фр. Jean de Beaumont; около 1288 — 11 марта 1356) — граф Суассона (по правам жены), сеньор де Бомон с 1308.

## Биография
Младший сын Жана II, графа Эно, и Филиппы Люксембургской. Получил от отца сеньорию Бомон в юго-восточной части графства Эно.
В 1326 году — участник вторжения в Англию, в результате которого был свергнут король Эдуард II.
Летом 1327 года в составе английской армии, которой командовали король Эдуард III и Роджер Мортимер участвовал в неудачной Уирдейлской кампании в Северной Англии против шотландцев. Ещё до начала похода в Йорке наёмники из Эно, которыми командовал Жан, быстро настроили против себя жителей города: они вступали в свары с англичанами и устраивали беспорядки на улицах. В итоге воины Жана были атакованы английскими лучниками, а они в ответ сожгли часть города. Обе стороны при этом понесли серьёзные потери
В 1328 году в битве при Касселе спас жизнь брата, — графа Эно Гийома I. После его смерти — лейтенант Эно при своём племяннике Гийоме II.
С весны 1346 года участвовал в Столетней войне на стороне Франции. В битве при Креси спас жизнь короля Филиппа VI.
Незадолго до 23 января 1317 года женился на Маргарите де Нель (1305/06 — октябрь 1350), графине Суассона, единственной дочери и наследнице графа Гуго Суассонского (родилась после его смерти).
Дети:
- Жан де Бомон, канонник в Камбре
- Жанна де Бомон (1323-16/31.12.1350). После смерти матери унаследовала графство Суассон, но вскоре сама умерла от чумы. Её сын Ги II де Шатильон в 1367 г. продал графство Суассон Ангеррану VII де Куси.
- Гийом де Бомон, канонник в Камбре (1327), Ле Мане и Бове (1330)
- Амори де Бомон, канонник в Камбре, Доле и Туре
- Рено де Бомон, канонник в Камбре (1343).

Умер в 1356 году (согласно некоторым источникам — 11 марта).
Известен в качестве покровителя хрониста Жана Лебеля и первого покровителя историка Жана Фруассара. Лично редактировал написанные первым «Правдивые хроники», а для последнего написал рекомендательное письмо к своей племяннице Филиппе де Эно — королеве Англии.